# Fischland-Darß-Zingst
Fischland-Darß-Zingst is een 45 kilometer lang Duits schiereiland aan de Oostzeekust tussen Rostock en Stralsund.
Het scheidt de Darß-Zingst-Boddenketen van de open Oostzee. Fischland is het zuidwestelijkste deel van het schiereiland, gevolgd door Darß en het schiereiland Zingst in het oosten. Sinds kort is de Große Werder door verzanding onderdeel geworden van de schiereilanden. Darß behoort al tot Voor-Pommeren, terwijl Fischland historisch gezien Mecklenburg aanbehoort. De grens loopt langs de Grenzweg in Ahrenshoop.
Op Fischland-Darß-Zingst liggen de gemeenten Wustrow, Ahrenshoop, Born auf dem Darß, Wieck auf dem Darß, Prerow en Zingst. De noordelijkste plek van het schiereiland is Darßer Ort met zijn vuurtoren.

## Geschiedenis
In het verleden waren zowel de kern van Fischland als Darß en Zingst eilanden. Pas door de sluiting van hoogwatergeulen door de mens in de 14e eeuw (Fischland en Darß) en in de 19e eeuw (Zingst) werden ze permanent met het vasteland verbonden.
Bij de stormvloed van 1872, die ook Prerow auf dem Darß liet overstromen, verzandde de Prerowstrom, die tot dan toe het toenmalig eiland Zingst scheidde van Darß. In 1874 werd de Prerowstrom voorgoed opgevuld en met een dijk beschermd; Zingst werd daardoor een schiereiland.
Het oostelijke deel van het schiereiland Zingst en het middelste deel van Darß behoren tot het Nationaal Park Vorpommersche Boddenlandschaft.